# 葉加瀬マイ
葉加瀬 マイ（はかせ まい、1987年〈昭和62年〉3月25日 - ）は、日本のタレント、女優、元グラビアアイドル。結婚前の本名、袴田 真衣（はかまだ まい）。所属事務所はアービング。フリーアナウンサーの袴田彩会は妹。静岡県静岡市出身。既婚。

## 来歴
1987年、静岡県静岡市に生まれる。父親は医者で、親戚にも開業医が多い。静岡雙葉高等学校を経て、日本女子大学文学部史学科を2009年に卒業。
2011年に「ハカマイ」として『あいのり2』に出演し、放送終了後、スカイコーポレーションに所属。翌年2月、「ミスFLASH2012グランプリ」を受賞。当時史上最年長での受賞でもあった。これを機に芸名を「袴田真衣」から「葉加瀬マイ」に改名。
2014年8月、9thDVD『M』が9月1日付オリコン・アイドルイメージDVD週間ランキングで1位を獲得。
2015年3月30日のブログで、4月20日に発売されるDVD『覚醒』を以ってグラビア活動を一旦卒業することを報告した。同年5月、芸能活動の拠点を韓国に移すことを発表し、約1年間、韓国でのタレント活動を展開。2015年11月、スカイコーポレーションからアービングに移籍。2016年3月に『FLASH』で約1年ぶりにグラビア活動を再開したが、2019年1月発売の『FLASH』でグラビア活動を完全に卒業することを発表した。なおグラビア活動を完全に卒業した最大の理由は後述の外科医との結婚であることを2019年11月4日放送の『有田哲平と高嶋ちさ子の人生イロイロ超会議SP』にて明かしている。
2019年5月1日、3歳年上の外科医と結婚。「令和婚」と報道された。同年5月24日より、妹の袴田彩会と共同のYouTubeチャンネル「マイとアヤエの姉妹チャンネル」にてYouTuber活動を開始。2021年3月12日、第1子男児出産が報じられる。2023年9月18日、第2子妊娠をSNSやブログで報告。同年12月8日、第2子女児の出産を報告。辺縁前置胎盤によるリスクがあるため計画帝王切開で出産が行われたことを明らかにしている。

## 人物
- 『ドキッ！丸ごと水着 女だらけの水泳大会』の罰ゲームでビキニで顔面パイを食らった[注釈 1]。
- 特技は韓国語、クラシックバレエ、キモ体操（腕が様々な方向に回る気持ち悪い体操[3]）。趣味は水泳。
- 所持資格はフードアナリスト、アントーレ・オブ・ワイン検定、スキューバダイビングライセンス、温泉ソムリエ。
- 妹は元東北放送アナウンサーの袴田彩会[23]。
- 本人が言うには大学を卒業したら結婚するのが当たり前だと思っており就職を考えておらず、親からも「それでいい」と認められていたという[24]。

## 出演

### 映画
- LIAR GAME -再生-（2012年）
- 踊る大捜査線 THE FINAL 新たなる希望（2012年） - 婦警
- 騒音（2015年） - 捕らえられた地底人
- 闇金ウシジマくん ザ・ファイナル（2016年） - カードローンCMの女
- LADY NINJA〜青い影〜（2018年1月20日） - 主演・御影亜矢 ※初主演作品
- TOKYO24（2019年10月26日） - 小田由紀(刑事)

### テレビ
- あいのり2（2011年3月5日[8] - 4月30日[9]、フジテレビTWO） - 「ハカマイ」名義
- スポーツパラダイス（静岡朝日テレビ） - リポーター
- 情報満喫バラエティ 週末にしたい10のこと!（日本テレビ）
- 釣り・ロマンを求めて（テレビ東京） - 準レギュラー
- 志村だヨ! (フジテレビ、2013年8月8日) - 「いくら?DEショー!」商品役
- まるごと（2016年11月3日、静岡第一テレビ）
- 決戦は金曜日！（フジテレビ、2017年7月4日 - 12月26日）

### ドラマ
- 踊る大捜査線 THE LAST TV サラリーマン刑事と最後の難事件（2012年、フジテレビ）
- 不機嫌な果実 第3話（2016年、テレビ朝日）
- 僕たちがやりました 第3話（2017年3月、フジテレビ）
- 不倫食堂（2018年、フジテレビオンデマンド） - 園子[25]
- あなたには帰る家がある （2018年、TBS）
- さすらい温泉♨遠藤憲一 第4話（2019年2月7日、テレビ東京） - 幸代
- 癒されたい男 第4話（2019年5月2日、テレビ東京） - 優雅カケ子
- びしょ濡れ探偵 水野羽衣 第8話（2019年8月22日、テレビ東京） - 北山真奈美
- 刑事7人 最終話（2019年9月18日、テレビ朝日）
- 浦安鉄筋家族 7発目（2020年8月21日、テレビ東京） - ビンのフタチャレンジにきた女性

### オリジナルビデオ
- 虎狼の群れ1・2（2017年、コンセプトフィルム、オールインエンタテインメント）[26] - 加倉刑事の妻
- 聖域 組長の最も長い一日（2018年） - 優香(大和組組長の娘)

### ラジオ
- まだまだゴチャ・まぜっ!〜集まれヤンヤン〜（2012年4月21日 - 2013年4月13日、MBSラジオ）
- ちょこっとやってまーす!（2017年4月8日 - 2020年4月19日、MBSラジオ）

### 舞台
- 桃太郎外伝〜黄金の夜明け〜（2012年10月18日 - 21日、築地本願寺ブディストホール）
- 屋上ワンダーランド（2013年5月8日 - 12日、あうるすぽっと）

### パチンコ
- 平和『CRドキッ!丸ごと水着 女だらけの水泳大会 アイドルだらけで困っちゃうング!!!』（2014年）

### ミュージックビデオ
- Jakop(야콥), Raina(레이나), ￦uNo(우노), DAYDAY(데이데이) 「Allday Allnight(볼래)」（2015年）[27]
- 竹内力「今夜また逢いに行く」（2016年）[28]

## 作品

### DVD
- ミスFLASH2012 葉加瀬マイ（2012年4月10日、イーネット・フロンティア）
- MY LOVER（2012年7月20日、竹書房）
- メルティデイズ（2012年10月20日、ラインコミュニケーションズ）
- 秘密 〜be in LOVE（2013年1月26日、晋遊舎）
- OVER タイマイはいかが？（2013年4月30日、アクアハウス）
- あなたのそばに…（2013年7月25日、イーネット・フロンティア）
- Follow me （2013年12月20日、竹書房）
- 花の吐息（2014年4月20日、ラインコミュニケーションズ）
- M（2014年8月22日、イーネット・フロンティア）
- My Angel（2014年12月20日、竹書房）
- 覚醒（2015年4月20日、ラインコミュニケーションズ）※ラストDVD

### CD
- tik tok（2012年8月1日、South to North Records） - G☆Girls名義[29]

## 出版物

### 写真集
- Mystic（2013年6月19日、光文社、フラッシュ編集部）ISBN 978-433490191-2
- まみれる（2017年3月1日、幻冬舎、撮影：小山薫堂）ISBN 978-4344030671

### カレンダー
- 葉加瀬マイ 2014カレンダー（2013年9月28日、トライエックス）[30]